# A Guy Named Joe
A Guy Named Joe – amerykański film z 1943 roku w reżyserii Victora Fleminga.

## Obsada
- Spencer Tracy – Pete Sandidge
- Irene Dunne – Dorinda Durston
- Van Johnson – Ted Randall
- Ward Bond – Al Yackey
- James Gleason – "Nails" Kilpatrick
- Lionel Barrymore – generał w niebie
- Barry Nelson – Dick Rumney
- Esther Williams – Ellen Bright
- Henry O’Neill – pułkownik Sykes
- Don DeFore – James J. Rourke
- Charles Smith – Sanderson
- Addison Richards- major Corbett
- Kirk Alyn – oficer w niebie (niewymieniony w czołówce)
- Maurice Murphy – kapitan Robertson (niewymieniony w czołówce)

## Nagrody i nominacje
| Nazwa nagrody | Wygrane            | Nominacje                                                                        |
| ------------- | ------------------ | -------------------------------------------------------------------------------- |
| Oscar         | 1945 bez rezultatu | 1945 Najlepsze oryginalne materiały do scenariusza Chandler Sprague, David Boehm |